# Júlio César da Silva
Júlio César da Silva (Bauru, 8 maart 1963) doorgaans afgekort tot Júlio César, is een voormalig Braziliaans profvoetballer. Júlio César werd vooral geroemd vanwege zijn strijdlust, snelheid en techniek ondanks zijn sporadische lichtzinnigheid. Daarnaast stond hij bekend als kopbalspecialist. Zijn meest succesvolle periode kende de verdediger bij Borussia Dortmund in de tweede helft van de jaren 90.

## Clubcarrière
Júlio César begon zijn carrière bij het Braziliaanse Guarani. In 1986 verhuisde hij naar Frankrijk, waar hij eerst onder contract stond bij Stade Brestois en later bij Montpellier. Na het seizoen 1989/90 vertrok Júlio César naar de Italiaanse topclub Juventus. Daarmee won hij in 1993 onder leiding van trainer Giovanni Trapattoni de UEFA Cup ten koste van Borussia Dortmund. Een jaar later deed Juventus Júlio César van de hand als onderdeel van de overgang van Andy Möller naar hetzelfde Borussia Dortmund. De gecombineerde afkoopsom voor het duo bedroeg naar verluidt 11,5 miljoen euro.
Júlio César werd na Erwin Kostedde pas de tweede gekleurde speler in de geschiedenis van die Schwarzgelben. Bij Borussia maakte de Braziliaan snel naam en groeide hij tot een bepalende pion binnen het elftal. Jarenlang vormde hij samen met Jürgen Kohler een sterk verdedigingskoppel. Met Borussia won hij twee landstitels (1994/95 en 1995/96), de Champions League (1996/97) en de Wereldbeker (1997). Nadat Júlio César tweemaal over enkele maanden was verhuurd aan Botafogo en Panathinaikos, speelde hij nog een seizoen bij Werder Bremen. Zijn carrière sloot hij uiteindelijk af in zijn thuisland bij Rio Branco.
Op 13 november 2005 vond in het Westfalenstadion zijn officiële afscheidswedstrijd plaats tussen een elftal dat bestond uit vrienden van Júlio César en de winnaars van de Champions League in 1997. Aan de zijde van Júlio César speelden onder meer Dunga, Jorginho, Roger Milla, Aldair, Andi Herzog, Giovane Élber en Ailton mee. Zij traden aan tegen een equipe die bestond uit Stefan Klos, Teddy de Beer, Jürgen Kohler, Jörg Heinrich, Stefan Reuter, Matthias Sammer, Steffen Freund, Günter Kutowski, Paul Lambert, Andy Möller, Knut Reinhardt, Lars Ricken, Karl-Heinz Riedle, Paulo Sousa, Michael Zorc, Flemming Povlsen, Stéphane Chapuisat en Heiko Herrlich.

## Interlandloopbaan
Júlio César maakte in 1986 zijn debuut voor het Braziliaanse elftal tegen Oost-Duitsland. Meteen daarna nam bondscoach Telê Santana hem mee naar het WK voetbal in Mexico. Als basisspeler eindigde Júlio César met Brazilië als eerste in de poule. Nadat er met 4-0 was afgerekend van Pools voetbalelftal bleek de kwartfinale tegen Frankrijk echter het eindstation. Na de reguliere speeltijd en verlenging stond het 1-1 waarna strafschoppen de beslissing moesten brengen. Júlio César groeide daarbij uit tot de schlemiel van de avond omdat hij de beslissende strafschop voor Brazilië niet benutte.

## Erelijst
| Competitie                 |             |                  |             |             |
| Competitie                 | Aantal      | Jaren            |             |             |
| Montpellier                | Montpellier | Montpellier      | Montpellier | Montpellier |
| -------------------------- | ----------- | ---------------- | ----------- | ----------- |
| Coupe de France            | 1x          | 1989/90          |             |             |
| Juventus                   |             |                  |             |             |
| UEFA Cup                   | 1x          | 1992/93          |             |             |
| Borussia Dortmund          |             |                  |             |             |
| Mondiaal                   |             |                  |             |             |
| Wereldbeker voor clubteams | 1x          | 1997             |             |             |
| Internationaal             |             |                  |             |             |
| UEFA Champions League      | 1x          | 1996/97          |             |             |
| Nationaal                  |             |                  |             |             |
| Bundesliga                 | 2x          | 1994/95, 1995/96 |             |             |
| DFL-Supercup               | 2x          | 1995, 1996       |             |             |

## Trivia
- Júlio César keerde na een bezoek aan zijn vaderland Brazilië vaak te laat terug bij zijn club. Eenmaal voerde hij als excuus aan dat zijn opa ziek was, maar later bleek dat hij die helemaal niet meer had.[2]
- Naast het voetbal was Júlio César ook op zakelijk gebied actief. In Turijn had hij twee modezaken en in Dortmund bestierde hij een Braziliaans restaurant.[2]